# Trichonotulus fulvescens
Trichonotulus fulvescens är en skalbaggsart som beskrevs av Edgar von Harold 1874. Trichonotulus fulvescens ingår i släktet Trichonotulus och familjen Aphodiidae. Inga underarter finns listade i Catalogue of Life.